# 王铃
王铃（1917年—1994年），字静宁，男，江苏南通人，中国历史学家。

## 生平
1917年出生于江苏南通，毕业于国立中央大学，曾任澳洲國立大學（ANU）历史教授，因协助李约瑟教授编纂《中国科学技术史》而闻名。
1962年中印边境战争爆发时，王铃专程从澳大利亚赶往英国。在伦敦图书馆的书库里查找出当年英国殖民政府绘制的印度地图，复制后送交中国驻英机构，证实中印东段边界线同传统分界线大体一致，根本不是“麦克马洪线”，驳斥了印度政府的要求。